# Colonies (Laurent Genefort)
Colonies est un recueil de nouvelles, publié en 2019, regroupant dix nouvelles de science-fiction écrites par Laurent Genefort.

## Liste des nouvelles
Les items « Situation dans le recueil » correspondent à la publication de l'édition Folio SF de 2022.

### Le Lot n°97
- Situation dans le recueil : p. 11 à 30.
- Parution :
- Résumé :

### Le Dernier Salinkar
- Situation dans le recueil : p. 31 à 55.
- Parution :
- Résumé :

### Le Bris
- Situation dans le recueil : p. 56 à 80.
- Parution :
- Résumé :

### Je me souviens d'Opulence
- Situation dans le recueil : p. 81 à 103.
- Parution :
- Résumé :

### Le Jardin aux mélodies
- Situation dans le recueil : p. 104 à 117.
- Parution :
- Résumé :

### Longue Vie
- Situation dans le recueil : p. 121 à 135.
- Parution :
- Résumé :

### T'ien Keou
- Situation dans le recueil : p. 136 à 171.
- Parution :
- Résumé :
- Lien externe : Fiche sur iSFdb

### La Fin de l'hiver
- Situation dans le recueil : p. 172 à 210.
- Parution :
- Résumé :

### Proche-Horizon
- Situation dans le recueil : p. 211 à 242.
- Parution :
- Résumé :

### L'homme qui n'existait plus
- Situation dans le recueil : p. 243 à 357.
- Remarque : nouvelle la plus longue du recueil.
- Parution :
- Résumé :

## Postface
Les nouvelles sont suivies d'une « Postface savanturière » : p. 359 à 373.